# Selenia bilunaria
Selenia bilunaria là một loài bướm đêm trong họ Geometridae.